# Mageense Futebol Clube
Mageense Futebol Clube é uma agremiação esportiva da cidade de Magé, no estado do Rio de Janeiro, fundada a 7 de setembro de 1917.

## História
O alviverde de Magé é uma das mais importantes associações sociais e esportivas do município. Possui sede social e uma praça esportiva, intitulada César Paim, ambas localizadas no centro da cidade. Em 1944, disputou o Campeonato Estadual Fluminense, quando foi eliminado na primeira fase pelo Esporte Clube Olarias, de São João de Meriti. A tão sonhada volta ao futebol profissional ocorre em 2018 quando o clube se filia à Federação de Futebol do Rio de Janeiro para a disputa da Série C, a quarta divisão. Devido ao seu acanhado estádio não comportar ainda esse tipo de disputa, o time manda seus jogos no estádio de Los Larios, em Xerém - Duque de Caxias. Entre os vários títulos de seu pavilhão, destaca-se o bicampeonato mageense em 1990/91.
Em 2018, o clube foi campeão do Campeonato Carioca Série C, equivalente a quarta divisão do estadual, ao vencer o Itaboraí Profute por 3 a 1 no placar agregado.
Em 2024, o clube foi rebaixado para o Campeonato Carioca Série C, após terminar a quarta divisão na penúltima colocação.

## Títulos
| Estaduais                       | Estaduais | Estaduais                                                                                       | Estaduais |
| Competição                      | Títulos   | Temporadas                                                                                      |           |
| ------------------------------- | --------- | ----------------------------------------------------------------------------------------------- | --------- |
| Campeonato Carioca - 4ª divisão | 1         | 2018                                                                                            |           |
| Municipais                      |           |                                                                                                 |           |
| Competição                      | Títulos   | Temporadas                                                                                      |           |
| Liga Mageense de Desportos      | 16        | 1949, 1950, 1951, 1952, 1953, 1954, 1968, 1973, 1974, 1984, 1986, 1988, 1989, 1990, 1991 e 1996 |           |

### Campanhas de destaque
- Vice-campeão da Liga Mageense de Desportos: 1970, 1994 e 1997;

## Estatísticas

### Participações
|  | Participações em 2024 |

| Competição            | Temporadas | Melhor campanha     | Estreia | Última | P | R |
| --------------------- | ---------- | ------------------- | ------- | ------ | - | - |
| Série B1 do Carioca   | 5          | 6º colocado (2019)  | 2019    | 2023   | – | 1 |
| Série B2 do Carioca   | 2          | Campeão (2018)      | 2018    | 2024   | 1 | 1 |
| Campeonato Fluminense | 1          | 29º colocado (1944) | 1944    | 1944   | – | – |

## Fonte
- Coluna de André Luiz Pereira Nunes
- Prefeitura de Magé
- Site Futrio